# David Caude
David Caude (* 4. srpna 1974 Rouvroy) je bývalý francouzský reprezentant ve sportovním lezení, bronzový medailista z mistrovství světa a mistr Francie v lezení na obtížnost.

## Výkony a ocenění
- 1996: sedmé místo v celkovém hodnocení světového poháru
- 1998: vicemistr Francie
- 1998: mistr Francie
- 1999: páté místo v celkovém hodnocení světového poháru
- 2000: čtvrté místo na mistrovství Evropy, mistr Francie
- 2001: vicemistr Francie
- 2001: bronz na mistrovství světa

### Závodní výsledky
| Mistrovství světa | Mistrovství světa | Mistrovství světa | Mistrovství světa | Mistrovství světa | Mistrovství světa |
| Rok               | 1997              | 1999              | 2001              | 2003              | 2005              |
| ----------------- | ----------------- | ----------------- | ----------------- | ----------------- | ----------------- |
| Obtížnost         | 30                | 16                | 12-13             | 3                 | 56                |

| Světový pohár       | Světový pohár | Světový pohár | Světový pohár  | Světový pohár | Světový pohár | Světový pohár   | Světový pohár   | Světový pohár       | Světový pohár             | Světový pohár       | Světový pohár             | Světový pohár            | Světový pohár     |
| Rok                 | 1995          | 1996          | 1997           | 1998          | 1999          | 2000            | 2001            | 2002                | 2003                      | 2004                | 2005                      | 2006                     | 2007              |
| ------------------- | ------------- | ------------- | -------------- | ------------- | ------------- | --------------- | --------------- | ------------------- | ------------------------- | ------------------- | ------------------------- | ------------------------ | ----------------- |
| Obtížnost           | 23-25         | 7             | 10             | 16            | 5             | 9-10            | 18-19           | 19                  | 18                        | 43                  | 15                        | 36-40                    | 35                |
| jednotlivě* (0/0/3) | 9, -,27, -    | -, · , · 15   | 4,20, 19, 30,4 | 12, 11, 22    | , · 15, · 6   | 14,12, 6,15, 15 | -,15, 17,18, 15 | 21,13, -,11, 18,-,- | -,-,-,20, 24,9,12, 22,-,7 | 21,13, -,11, 18,-,- | -,-,-,20, 24,9,12, 22,-,7 | 22,22, -,18,-,-, -,-,-,- | -,-,-, -,-,9, -,- |

* poznámka: nalevo jsou poslední závody v roce
| Mistrovství Evropy | Mistrovství Evropy | Mistrovství Evropy |
| Rok                | 1998               | 2000               |
| ------------------ | ------------------ | ------------------ |
| Obtížnost          | 10-14              | 4                  |

| Mistrovství Francie | Mistrovství Francie | Mistrovství Francie | Mistrovství Francie | Mistrovství Francie |
| Rok                 | 1997                | 1998                | 2000                | 2001                |
| ------------------- | ------------------- | ------------------- | ------------------- | ------------------- |
| Obtížnost           | 2                   | 2                   | 1                   | 2                   |